# Caoimhín Kelleher
Caoimhín Odhrán Kelleher [kˠiːvʲiːnʲ ˈoːɾˠɑːnˠ ˈkɛlɪhə] (* 23. November 1998 in Cork) ist ein irischer Fußballtorwart, der ab Juli 2025 beim FC Brentford unter Vertrag steht.

## Karriere

### Im Verein
Der Ire begann in seiner Geburtsstadt Cork bei den Ringmahon Rangers mit dem Fußballspielen, ehe er zur Saison 2015/16 im Alter von 16 Jahren in die Jugend des FC Liverpool wechselte. Dort gehörte der Torwart dem Kader der U18 an, kam aber zu keinem Pflichtspieleinsatz. In der Saison 2016/17 spielte Kelleher regelmäßig in der U18 und kam parallel auch zu Einsätzen in der U23. In der Saison 2017/18 pendelte er schließlich zwischen U18 und U23.
Die Vorbereitung auf die Saison 2018/19 absolvierte Kelleher mit der Profimannschaft von Jürgen Klopp, wobei er in 3 Testspielen zum Einsatz kam. Ende August 2018 verlängerte der 19-Jährige, der fortan regelmäßig mit den Profis trainierte und dort nach dem Abgang von Loris Karius hinter Alisson und Simon Mignolet die dritte Torhüter war, seinen Vertrag. Er saß bei einem Spiel im FA Cup und beim UEFA-Champions-League-Finale 2019, das Liverpool gegen Tottenham Hotspur gewann, auf der Bank und spielte daneben elf Partien in der U23.
In der Saison 2019/20 war Kelleher hinter Alisson und Adrián, der Mignolet als Ersatztorwart ersetzte, sowie neben Andy Lonergan erneut die „Nummer 3“. Ende September 2019 debütierte er beim 2:0-Sieg gegen die Milton Keynes Dons im EFL Cup für die Profimannschaft. Es folgten zwei weitere Einsätze im EFL Cup sowie einer im FA Cup. Zudem saß Kelleher beim Gewinn des UEFA Super Cups, zwei Champions-League- und einigen Premier-League-Spielen auf der Bank, als Alisson verletzt ausfiel. Für die Klub-Weltmeisterschaft 2019 erhielt Lonergan den Vorzug, da Kelleher bei einem zeitgleich stattfindenden EFL-Cup-Spiel gebraucht wurde. Der FC Liverpool wurde in dieser Saison zwar englischer Meister, der Ire kam jedoch nicht auf die nötigen fünf Einsätze, um diesen Titel auch individuell zu gewinnen. Zusätzlich spielte Kelleher sechsmal in der U23.
Nach dem Abgang von Lonergan ging Kelleher als alleinige „Nummer 3“ hinter Alisson und Adrián in die Saison 2020/21. Als Alisson für das Champions-League-Spiel gegen Ajax Amsterdam am 1. Dezember 2020 wegen einer Oberschenkelverletzung nicht zur Verfügung stand, erhielt der 22-Jährige, der bis dahin 5-mal für die U23 aufgelaufen war, den Vorzug vor Adrián. Beim 1:0-Sieg sicherte Kelleher seiner ersatzgeschwächten Mannschaft mit einigen starken Paraden den Sieg und somit das vorzeitige Weiterkommen ins Achtelfinale. Einige Tage später debütierte er auch in der Premier League. Kelleher vertrat Alisson noch bei einem Champions-League-Spiel und ist seit dessen Rückkehr die „Nummer 2“. Er kam in dieser Saison auf jeweils zwei Premier-League- und Champions-League-Einsätze und spielte darüber hinaus einmal im FA Cup.
Auch in der Saison 2021/22 ist er der Ersatz von Alisson. Im EFL Cup durfte er alle Spiele absolvieren. Im Finale gegen den FC Chelsea verwandelte er im Elfmeterschießen beim 11:10-Sieg den letzten Versuch seiner Mannschaft, während sein Gegenüber Kepa anschließend den letzten Elfmeter verschoss.
Im Sommer 2025 wechselte er zum FC Brentford.

### In der Nationalmannschaft
Kelleher spielte von September 2014 bis Mai 2015 8-mal für die irische U17-Nationalmannschaft. Drei Spiele davon absolvierte er bei der U17-Europameisterschaft 2015 in Bulgarien. Von September 2016 bis März 2017 folgten 8 Einsätze in der U19-Auswahl. Anschließend spielte Kelleher zwischen März und Oktober 2019 noch 10-mal für die U21-Auswahl, mit der er allerdings die Qualifikation für die U21-Europameisterschaft 2019 in Italien sowie die U21-Europameisterschaft 2021 in Slowenien und Ungarn verpasste.
Im Freundschaftsspiel der irischen A-Nationalmannschaft am 8. Juni 2021 gegen Ungarn in Budapest wurde Kelleher in der zweiten Halbzeit für Gavin Bazunu eingewechselt und kam so zu seinem ersten A-Länderspiel.

## Titel
International
- Champions-League-Sieger: 2019 (ohne Einsatz)
- UEFA-Super-Cup-Sieger: 2019 (ohne Einsatz)

England
- Meister: 2025
- Pokalsieger: 2022
- Ligapokalsieger: 2022, 2024

## Privates
Kellehers älterer Bruder Fiacre (* 1996) ist ebenfalls Fußballspieler.